# Trachelipus ratzeburgii
Trachelipus ratzeburgii is een pissebed uit de familie Trachelipodidae. De wetenschappelijke naam van de soort is voor het eerst geldig gepubliceerd in 1833 door Johann Friedrich von Brandt.